# Каменка (Вадінський район)
Ка́менка (рос. Каменка) — присілок у складі Вадінського району Пензенської області, Росія.
Населення — 37 осіб (2010; 59 у 2002).
Національний склад станом на 2002 рік:
- росіяни — 100 %